# Pfarrkirche St. Peter im Sulmtal

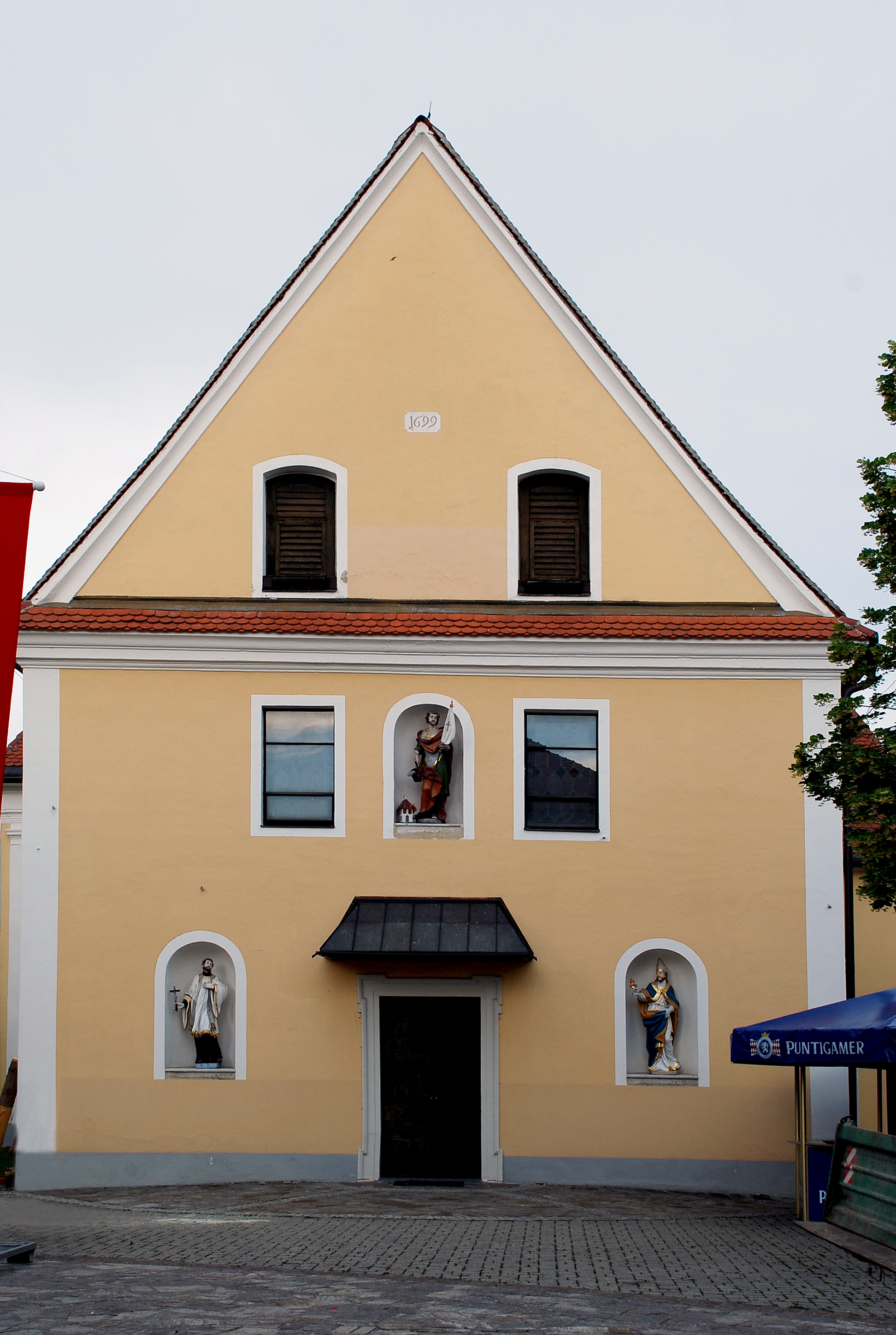
Westgiebelfront der katholischen Pfarrkirche hl. Peter in Sankt Peter im Sulmtal

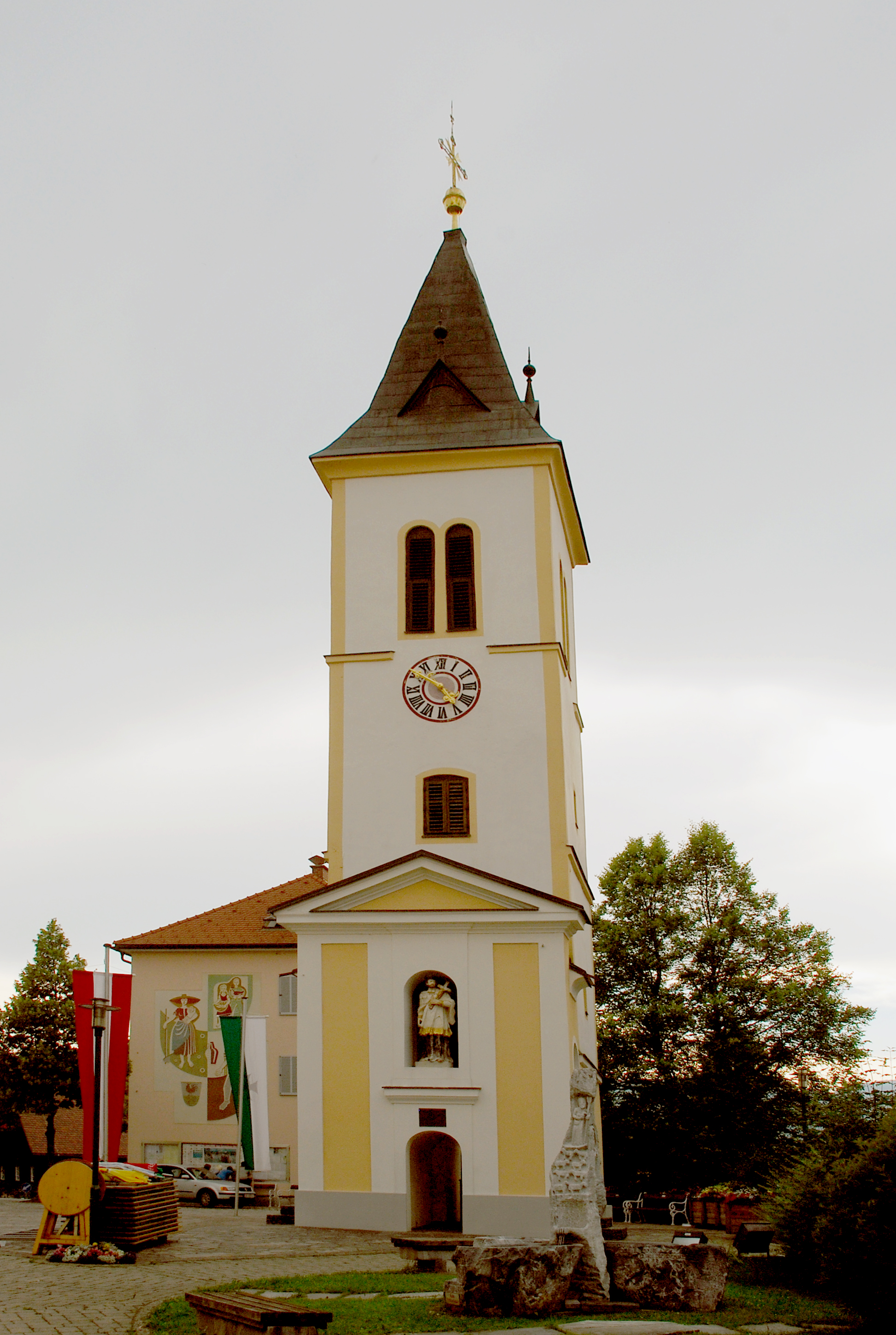
Freistehender Kirchturm

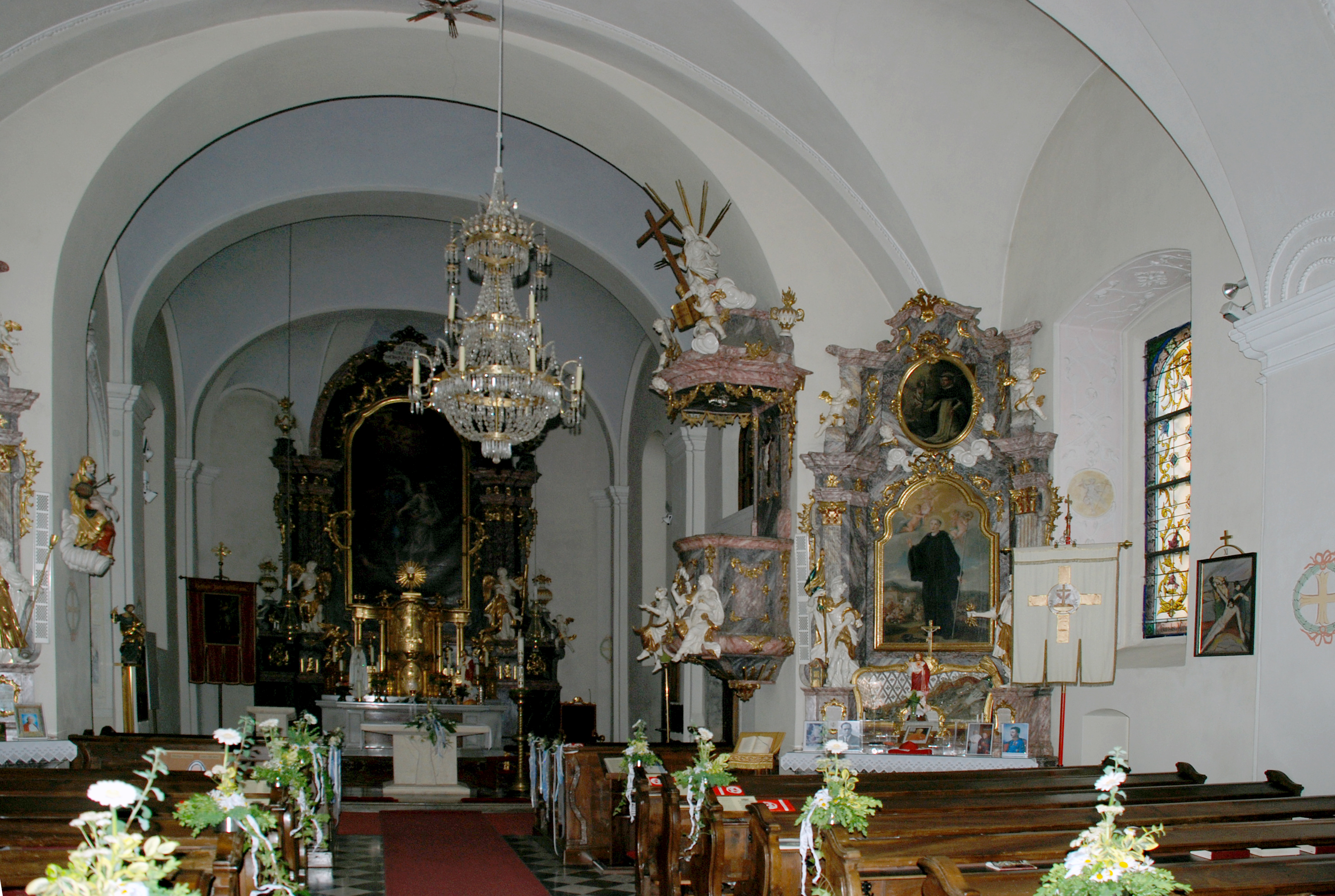
Im Langhaus zum Chor, Hochaltar und rechter Seitenaltar

Die römisch-katholische Pfarrkirche Sankt Peter im Sulmtal steht in der Gemeinde Sankt Peter im Sulmtal im Bezirk Deutschlandsberg in der Steiermark. Die auf den heiligen Peter geweihte Pfarrkirche gehörte bis Ende August 2018 zum dann aufgelösten Dekanat Deutschlandsberg in der Diözese Graz-Seckau, seit Auflassung dieses Dekanates liegt sie im Seelsorgeraum Südweststeiermark. Die Kirche steht unter Denkmalschutz.

## Geschichte
Urkundlich wurde 1244 eine Kirche genannt als „capella Sancti Petri iuxta Lindenberch“, sie wird als Filialkirche von Groß St. Florian bzw. Eigenkirche der Herrschaft des Schlosses Limberg beschrieben. Als Pfarrerhebungsdatum wird das Jahr 1298 genannt. Nach einem Brand (1645) wurde zunächst eine Notkapelle und eine Leonhard-Kapelle errichtet und die Kirche neu gebaut (1699), wobei die Leonhard-Kapelle in den Bau integriert wurde. Die Einweihung der neuen Kirche erfolgte 1701. 1961 wurde die Kirche außen und 1964 innen restauriert.

## Architektur
Der barocke Kirchenbau hat eine gute Rokoko-Ausstattung. 24 Meter westlich der Kirche steht der 32 m hohe viergeschoßige Turm mit der Jahresangabe 1662 mit einem Spitzhelm. Der Turm hat an der Ostseite eine vorgesetzte Giebelnische aus 1792 mit der Nischenstatue Johannes Nepomuk. Er steht frei, weil er als Rest der Vorgängerkirche erhalten geblieben ist. Westlich vom Turm steht das Gemeindeamt und nördlich vom Turm der Pfarrhof.
Der zweijochige Chor mit einem Platzlgewölbe auf Gurten hat einen Dreizehntelschluss. Das niedrigere dreijochige Langhaus hat ein gedrücktes Kreuzgratgewölbe auf Gurten mit Eierstableisten. Der Chor und das Langhaus haben an den Wänden flache Wandpfeiler. Die dreiachsige Westempore ist kreuzgratunterwölbt und hat eine vorschwingende Brüstung. Nördlich am Chor ist eine zweijochige Kapelle mit einem Dreiachtelschluss angebaut. Die Kapelle hat ein Flachtonnengewölbe mit Stichkappen und zeigt an den Wänden reichen Bandlwerkstuck um 1730. Die Westfassade des Langhauses zeigt in drei Nischen die Holzskulpturen Florian, Augustinus und Franz Xaver aus der ersten Hälfte des 18. Jahrhunderts. Im Giebel steht die Jahresangabe 1699.

## Ausstattung
Der Hochaltar ist laut Chronogramm aus 1784 und zeigt das Hochaltarbild Befreiung Petri. Den Tabernakel, 1757 gestiftet von Maria Theresia von Khuenburg, schuf Philipp Jakob Straub. Beim Leonhard-Altar befinden sich neben einem qualitätvollen Altarbild dieses Patrons des Viehs und der Gefangenen Statuen des Hl. Florian und des Hl. Donatus, beides Schutzheilige gegen Feuer und Unwetter. Das Oberbild zeigt den Hl. Petrus Martyr, Patron der Wöchnerinnen und gegen Kopfleiden. Zwischen den Statuen befindet sich ein Glasschrein mit einer Reliquie des Hl. Märtyrers Placidus aus dem römischen Friedhof San Agnese. Sie wurde am 13. September 1778 feierlich in St. Peter aufgenommen.
Der Altaraufbau der nördlichen Kapelle wird als ehemaliger Hochaltar geschildert. 1726 wurde ein Altar der Jesus-Maria-Josef-Bruderschaft erwähnt, in dem 1780 die Figurengruppe Heiliger Wandel eingefügt wurde. Im Zentrum steht die aus Ägypten heimkehrende Hl. Familie und Verwandte, die Hl. Elisabeth mit Johannes, dem Hohepriester Zacharias, Hanna und der greise Simeon. Später wurden im oberen Altarteil noch der Hl. Franziskus und der Hl. Dominikus sowie Engel, Gottvater und der Hl. Geist hinzugefügt.
Eine Glocke nennt Medardus Reig 1685 und ist den Heiligen Petrus und Paulus geweiht, die anderen vier Glocken des Geläutes stammen aus dem Jahr 1949. Seit dem Ausbau 2017 hat die Kirche insgesamt 21 Glocken. Fünf davon gehören zum Geläute, 16 zu einem Glockenspiel. Dieses Glockenspiel ist das größte der Steiermark und das viertgrößte von Österreich. Es wurde im Jahr 2002 mit ursprünglich neun Glocken als Geburtstagsgeschenk an den damaligen Pfarrer begonnen und später erweitert. Es ist in der Lage, rund 150 Melodien zu spielen.

## Orgel
1701 wird eine erste Orgel erwähnt, die Georg Mitterreither 1727 und 1737 reparierte. Im Jahr 1770 baute Ferdinand Schwarz eine neue Orgel (II/12), deren Gehäuse bis heute erhalten geblieben ist. Nachdem 1911 Konrad Hopferwieser ein neues Orgelwerk (II/11) schuf, wurde die jetzige Orgel im Jahr 2013 von der Orgelbauwerkstätte Maribor erbaut. Das Instrument besitzt 18 Register auf zwei Manualen und Pedal.
| I Hauptwerk C–g3 |        |
| Principal        | 8′     |
| Rohrflöte        | 8′     |
| Salicional       | 8′     |
| Octave           | 4′     |
| Spitzflöte       | 4′     |
| Quinte           | 2 ⁄3′  |
| Superoctav       | 2′     |
| Terz             | 1 3⁄5′ |
| Mixtur III-IV    | 1 ⁄3′  |

| II Unterwerk C–g3 |       |
| Gedeckt           | 8′    |
| Rohrflöte         | 4′    |
| Gemshorn          | 2′    |
| Quint             | 1 ⁄3′ |
| Trichterregal     | 8′    |

| Pedal C–f1 |     |
| Subbass    | 16′ |
| Offenbass  | 8′  |
| Choralbass | 4′  |
| Trompete   | 8′  |

- Koppeln: II/I, I/P, II/P, Tremulant